# Локомотивостроение

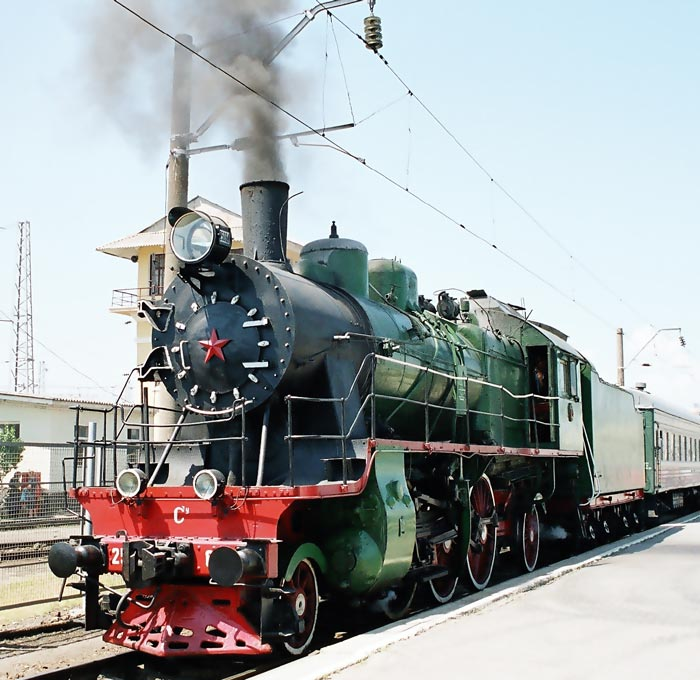
Паровоз Су-250-64

Локомотивостроение — отрасль тяжёлой промышленности, занятая постройкой локомотивов

## Паровозостроение
В 1845 году на Александровском заводе был выпущен первый отечественный паровоз.
Чтобы наладить производство локомотивов для растущей сети железных дорог, правительство Российской империи в марте 1867 года объявило конкурс на разработку и постройку лучшего паровоза. Лучшим был признан паровоз Невского (Семянниковского) завода, который в 1870 году на Всероссийской промышленной выставке в Соляном городке был признан лучшим и награждён Малым Гербом Российской Империи.
В начале XX века заводы России полностью удовлетворяли потребности железных дорог Российской империи в паровозах. Крупнейшими из заводов были Харьковский, Луганский, Коломенский.
Паровозостроение вышло на лидирующие позиции по применению научных и технических разработок в серийном производстве.
Перед Первой мировой войной и в её годы Россия ежегодно выпускала от 313 до 917 паровозов. Их выпуском занимались 9 заводов. Статистику выпуска собрал историк железнодорожного транспорта В. А. Раков.
| Годы выпуска | Коломенский | Камско-Воткинский | Невский | Брянский | Путиловский | Харьковский | Сормовский | Луганский | Николаевский | Всего |
| ------------ | ----------- | ----------------- | ------- | -------- | ----------- | ----------- | ---------- | --------- | ------------ | ----- |
| 1908         | 91          | 31                | 103     | 90       | 81          | 104         | 87         | 71        | -            | 658   |
| 1909         | 112         | -                 | 61      | 74       | 55          | 57          | 82         | 84        | -            | 525   |
| 1910         | 48          | 15                | 56      | 55       | 74          | 86          | 64         | 43        | -            | 441   |
| 1911         | 61          | 7                 | 77      | 47       | 72          | 72          | 42         | 75        | 44           | 497   |
| 1912         | 51          | 8                 | 35      | 88       | 19          | 48          | 33         | 31        | -            | 313   |
| 1913         | 95          | -                 | 83      | 66       | 100         | 114         | 114        | 82        | -            | 654   |
| 1914         | 129         | 20                | 81      | 103      | 68          | 110         | 114        | 138       | -            | 763   |
| 1915         | 132         | 13                | 116     | 119      | 72          | 207         | 108        | 150       | -            | 917   |
| 1916         | 52          | 24                | 34      | 54       | 2           | 207         | 58         | 159       | -            | 590   |
| 1917         | 48          | 12                | 43      | 38       | 11          | 106         | 57         | 105       | -            | 420   |

Отметив возникший дефицит подвижного состава с началом войны, который был вызван также недостатком металла, отпускаемого прежде всего для производства снарядов, правительство Российской империи 18 июня 1915 года и 29 августа 1916 года приняло постановление «Об установлении цен на товарные паровозы, тендера к ним и пассажирские вагоны по казённым заказам в 1916 году», увеличив цены на подвижной состав для того, чтобы стимулировать его производство, в первую очередь для обеспечения военных перевозок.
- Для паровозов типа 0—5—0 цена была установлена цена 73.216 руб. 13 коп. за единицу, для восьмиколесных тендеров — 13.533 руб. 87 коп.
- Для пассажирских вагонов IV класса без служебного отделения — 13.350 руб., со служебным отделением — 13.628 руб.
- Для вагонов III класса — 25.800 руб[4].

Ущерб, нанесённый железнодорожному транспорту в годы Гражданской войны заставил заказать в 1920 году в Германии и Швеции 1200 паровозов типа 0-5-0 (соответственно серий Эг и Эш). Организацией заказа паровозов за границей ведала Российская железнодорожная миссия во главе с Ю. В. Ломоносовым.
В 1930—1936 гг был начат серийный выпуск новых мощных паровозов серий ФД, СО, ИС. Паровоз ИС даже был удостоен в 1937 году Гран-при на Всемирной выставке в Париже.

## Тепловозостроение

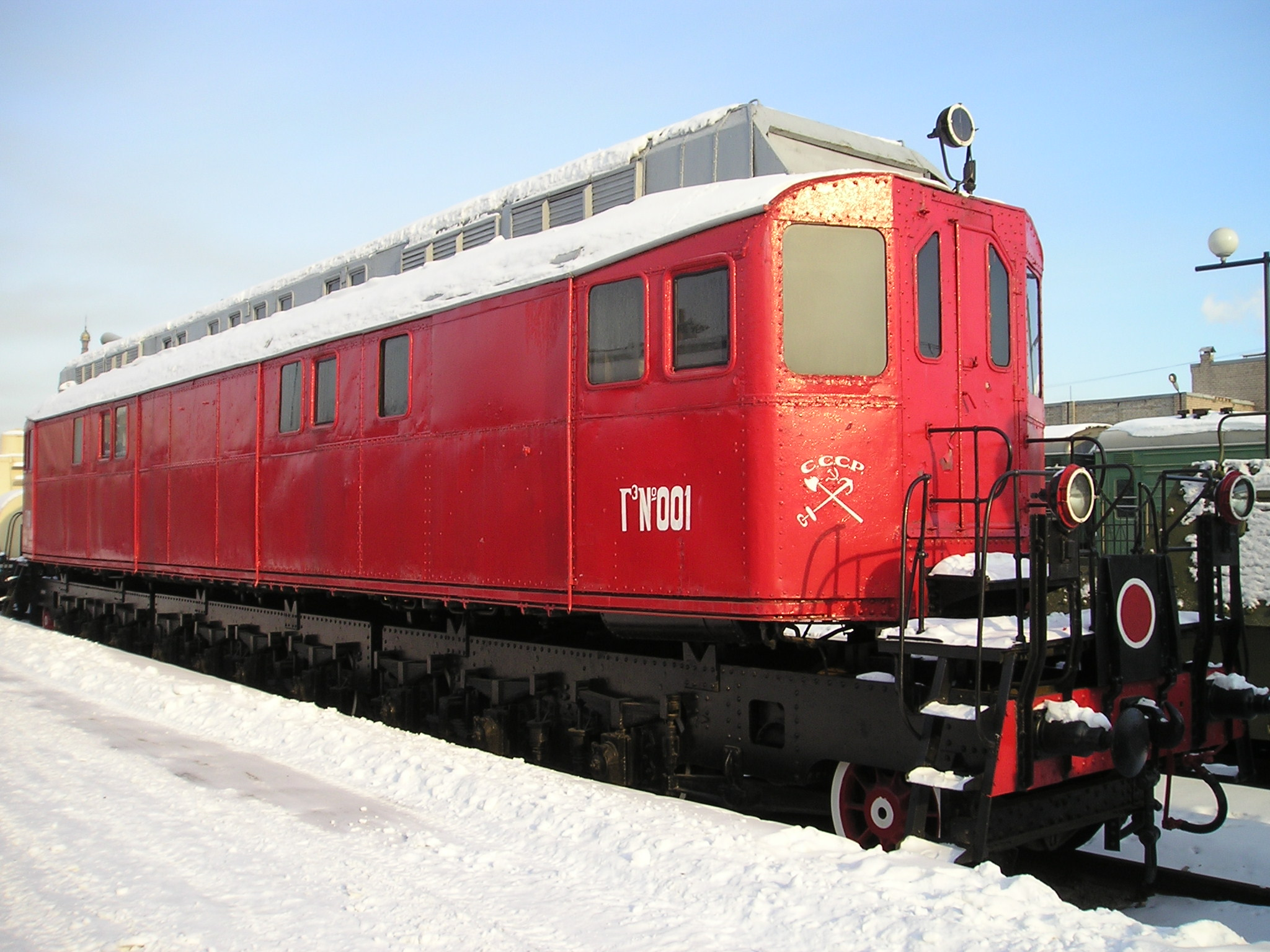
Тепловоз Щ^{эл}1

В 1924 году по проектам Ю. В. Ломоносова (Ээл2) и Я. М. Гаккеля (Тепловоз Щэл1) были построены первые отечественные тепловозы. Тепловозы имели электрическую передачу. Свою первую поездку совершили 6 ноября 1924 года.